# Thoracosaurus
Thoracosaurus (il cui nome significa "lucertola torace") è un genere estinto di eusuco marino vissuto nel Cretaceo superiore-Paleocene inferiore, circa 72-63 milioni di anni fa (Maastrichtiano-Daniano), i cui resti fossili sono stati ritrovati in Europa e in Nordamerica. Il genere contiene due specie: T. neocesariensis dal Nordamerica, e T. isorhynchus (T. macrorhynchus è stato classificato come un sinonimo junior di T. isorhynchus) dall'Europa. Diverse specie sono state assegnate a questo genere, ma molte sono considerate dubbie.

## Descrizione
Thoracosaurus era un eusucho lungo circa 4,4 metri (14,4 piedi), sebbene alcuni esemplari potessero raggiungere anche i 9 metri (29,5 piedi), dalla fisionomia molto simile a quella del moderno gaviale del Gange (Gavialis gangeticus): il cranio, lungo 55 centimetri (21,6 pollici), infatti, era estremamente allungato e possedeva fauci strette e dotate di numerosissimi denti, anche se in generale era più corto rispetto a quello della forma odierna. Il corpo doveva essere analogo a quello dei coccodrilli, con una coda fortemente appiattita lateralmente e zampe corte.

## Classificazione

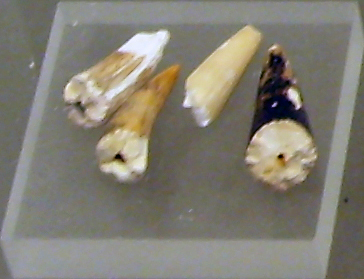
Denti di Thoracosaurus sp., al Geological Museum, Copenhagen

Dalla sua scoperta, Thoracosaurus è sempre stato considerato un primitivo membro dei gavialoidi. I tradizionali studi morfologici hanno sempre riscontrato come i gavialoidi siano i più antichi membri di Crocodylia. Ciò era coerente con l'età di 72 milioni di anni a cui risalgono le prime specie di Thoracosaurus. Tuttavia, nuove relazioni e date divergenti ricevute dagli studi molecolari hanno rivelato che in realtà i gaviali sono un gruppo relativamente giovane (40 milioni di anni fa) più strettamente imparentato con i coccodrilli rispetto agli alligatori. In questo scenario, Thoracosaurus appare molto prima di quando i gaviali si separarono evolutivamente dai coccodrilli.
Lo studio di Mike Lee & Adam Yates (2018), tenendo conto dei dati molecolari, morfologici e dell'età fossile, e l'inclusione dell'approccio bayesiano, ha dimostrato che Thoracosaurus e Borealosuchus (anch'esso talvolta indicato come gavialoide) non erano affatto gaviali, ma risiedevano al di fuori di Crocodylia. La posizione tassonomica dei gaviali, grazie agli approcci molecolari, è stata rivelata essere più giovane e maggiormente imparentati con i coccodrilli. Ciò significa che le caratteristiche da gaviale di Thoracosaurus rappresentano un mero caso di convergenza evolutiva, probabilmente come adattamenti per catturare il pesce.

## Stile di vita
Thoracosaurus era un'enorme crocodylomorpho marino, che viveva nei mari poco profondi del Nord America e dell'Europa, durante il Cretaceo ed il Paleocene. Possedeva un muso lungo e stretto, armato di denti conici perfettamente adatti a catturare i pesci. Thoracosaurus è il più raro eosuco di Hell Creek, nonché il più grande, con alcuni esemplari che potevano raggiungere anche i 9 metri di lunghezza.